# Cylindrotoma megacera
Cylindrotoma megacera är en tvåvingeart som beskrevs av Alexander 1938. Cylindrotoma megacera ingår i släktet Cylindrotoma och familjen mellanharkrankar. Inga underarter finns listade i Catalogue of Life.